# カリアッパ
カリアッパは、天風会を創始した中村天風の恩師とされる人物。正体不明、実在不明。

## 概略
カリアッパは、病を治すために世界を旅していた中村天風を修行の場に誘い、命を救い、教えを授けたとされる。その正体については謎である。近年、チベット仏教カギュー派の最大支派「カルマ・カギュー派」の管長であった化身ラマ第十五世カルマパ・カキャブ・ドルジェとの説が流布しているが、真相は不明である。